# 크리스티나 홀랜드
크리스티나 홀랜드(Kristina Holland, 1944년 2월 25일 ~ )는 미국의 배우, 텔레비전 배우, 성우, 영화배우이다.
페이엣빌에서 태어났다.

## 영화
- 분노의 함성 (1970년)